# Finflikig brosklav
Finflikig brosklav (Ramalina roesleri) är en lavart som först beskrevs av Hochst. ex Schaer., och fick sitt nu gällande namn av Hue. Finflikig brosklav ingår i släktet Ramalina och familjen Ramalinaceae.  Arten är reproducerande i Sverige. Inga underarter finns listade i Catalogue of Life.